# Casino 2000
Casino 2000, stylisé en CASINO 2000 est un casino situé à Mondorf-les-Bains au sud du Luxembourg. Ouvert en 1983, il est le seul établissement du genre dans le grand-duché.

## Histoire
La création d'un casino au Luxembourg a été envisagée dès les années 1840 mais toutes les tentatives d'obtention des autorisations échouèrent jusqu'en 1977 où la Chambre des députés approuve un projet de loi autorisant les jeux d'argent dans le grand-duché. 
En septembre 1977, la commune de Mondorf-les-Bains est choisie comme seul endroit du pays où un casino peut être implanté et une société appelée Casino de jeux du Luxembourg, Mondorf-les-Bains/Luxemburgische Spielbank Bad Mondorf est créé afin d'exploiter l'établissement dont la première pierre est posée en mai 1982. D'un coût de 350 millions de francs luxembourgeois, il est inauguré le 16 avril 1983.
En 1999, un vaste programme de rénovation est lancé. 68 millions d'euros sont investis dans la construction d'un restaurant gastronomique (Les Roses), l'agrandissement de l'autre restaurant (Le Manège) de salons, d'une salle de banquet et d'une salle de conférence modulable d'une capacité de 2,100 personnes (et inaugurée en 2008). En 2019, le gouvernement du Luxembourg renouvelle pour 20 ans la concession du casino.
Un nouveau programme de rénovation débute en 2019 et est, en 2025, toujours en cours. Le restaurant Le Manège a été remplacé dans les années 2020 par l'Offside, un espace à la fois bar et zone de jeux. Le restaurant Purple Lounge a également été rénové.

## Propriétaire
Le casino et ses annexes commerciales sont à l'origine la propriété de son fondateur, l'entrepreneur allemand Werner Wilhelm Wicker, décédé en 2020, également fondateur des lieux,.

## Installations
Le complexe regroupe des installations de jeu, de restauration, hébergement et de spectacles attirant près d’un demi-million de visiteurs par an. En plus de ses machines à sous (plus de 400), le casino propose des tables de roulette (1) et de blackjack (3),.
Le casino dispose d'un hôtel de 33 chambres.
Les spectacles fréquents présentent des stars et des groupes connus. En 2011, pour répondre aux besoins d'installations supplémentaires, une nouvelle salle modulable nommée le « Chapito » de 1 325 m2 et 1 300 places a été construite pour accueillir des réunions, des conférences, des expositions ou des foires,.
En 2022, le casino a accueilli 320.000 visiteurs, ce nombre est de 376 000 en 2024.

## Incidents
Le 5 mars 2011, cinq personnes braquent le casino et s'enfuient avec 80.000 euros. Le gang est retrouvé et arrêté à Lyon en octobre 2013. Deux d'entre eux sont finalement acquittés.